# Haitianisch-vincentische Beziehungen
Die Haitianisch-vincentischen Beziehungen beschreiben das bilaterale Verhältnis zwischen der Republik Haiti einerseits und dem Staat St. Vincent und die Grenadinen andererseits.
Beide Länder sind Mitglieder der Vereinten Nationen, der Organisation Amerikanischer Staaten (OAS), der Karibischen Gemeinschaft (CARICOM) und der Gemeinschaft der Lateinamerikanischen und Karibischen Staaten (CELAC). St. Lucia gehört als Gründungsmitglied der Bolivarianischen Allianz für Amerika (ALBA) an, während Haiti in dieser Organisation einen Beobachterstatus hat.
Die im Jahr 1804 von Frankreich unabhängig gewordene Republik Haiti und der 1979 vom Vereinigten Königreich in die Unabhängigkeit entlassene Staat St. Lucia unterhalten diplomatische Beziehungen. In Port-au-Prince vertritt die Botschaft des Vereinigten Königreichs die Interessen von St. Vincent und den Grenadinen.
Haitianische Staatsangehörige benötigen ein Visum, um nach St. Vincent und die Grenadinen einzureisen.
Die haitianische Fluggesellschaft Sunrise Airways nennt Argyle, St. Vincent und die Grenadinen, als eine Destination ihres Verbindungsnetzes.
St. Vincent und die Grenadinen waren neben vier anderen Staaten mit einem Vertreter an der Mission der OAS beteiligt, die Haiti im Juni 2021 aufsuchte, um Möglichkeiten der Hilfe bei der Überwindung der Krise im Land zu prüfen.
Der vincentische Premierminister Ralph E. Gonsalves nahm im Januar 2022 an dem hochrangigen Treffen der CARICOM zu Haiti in Kanada teil. Er fasste die Haltung seines Landes gegenüber der kritischen Lage in Haiti zusammen:

„St. Vincent and the Grenadines remains committed to seeing Haiti break these vicious cycles of crises and usher in an era of peace and prosperity. Haitians, however, must take ownership of their challenges and make the necessary effort to embark once again on the path of peace and stability. As demonstrated from the vicissitudes of their history, we are confident that our Haitian brothers and sisters will overcome the existing challenges and repair the gravely 
 damaged fabric of their society. We owe a great historical debt to Haiti.“

„St. Vincent und die Grenadinen setzen sich weiterhin dafür ein, dass es Haiti gelingt, den Teufelskreis von Krisen zu durchbrechen und eine Ära des Friedens und des Wohlstands einzuleiten. Die Haitianer müssen jedoch die Verantwortung für diese Herausforderungen annehmen und die notwendigen Anstrengungen unternehmen, um wieder auf den Weg des Friedens und der Stabilität zu gelangen. Wir sind zuversichtlich, dass unsere haitianischen Brüder und Schwestern, wie die Wechselfälle ihrer Geschichte zeigen, die bestehenden Herausforderungen überwinden und die schwer beschädigte Struktur ihrer Gesellschaft reparieren werden. Wir stehen in einer großen historischen Schuld gegenüber Haiti.“